# Zorros Kendemærke
Zorros Kendemærke er en amerikansk stumfilm fra 1920 af Fred Niblo.

## Medvirkende
- Douglas Fairbanks som Don Diego Vega/Señor Zorro
- Marguerite De La Motte som Lolita Pulido
- Noah Beery Sr. som Sergeant Pedro Gonzales
- Charles Hill Mailes som Don Carlos Pulido
- Claire McDowell som Doña Catalina Pulido
- Robert McKim som Juan Ramon
- George Periolat som Alvarado
- Walt Whitman som Felipe
- Sidney De Gray som Alejandro Vega
- Tote Du Crow som Bernardo
- Noah Beery Jr.
- Charles Stevens
- Milton Berle